# Eutrichites
Eutrichites är ett släkte av skalbaggar. Eutrichites ingår i familjen kortvingar.
Kladogram enligt Catalogue of Life:
| Eutrichites | \| \| Eutrichites arizonensis \| \| \| \| \| \| Eutrichites zonatus \| \| \| \| |
|             | \| \| Eutrichites arizonensis \| \| \| \| \| \| Eutrichites zonatus \| \| \| \| |
|             | Eutrichites arizonensis                                                         |
|             |                                                                                 |
|             | Eutrichites zonatus                                                             |
|             |                                                                                 |